# АКСМ-845
АКСМ-84500К (или Белкоммунмаш 84500К) — полунизкопольный трёхсекционный трамвай двухстороннего движения, производящийся белорусским заводом Белкоммунмаш. 
Предназначен для эксплуатации на трамвайных линиях с шириной колеи 1524 мм. Вагон имеет три моторные тележки (по одной на секцию) с тяговыми двигателями переменного тока, с электронной системой управления на IGBT-модулях. 

## История создания
В 2013 году МУП «Метроэлектротранс» города Казани закупило партию из 20 вагонов АКСМ-843 для обслуживания линии скоростного трамвая, что, однако, не покрыло потребность линии в вагонах особо большой вместимости. При этом, ввиду наличия большого количества запчастей производства стран ЕС, и в связи с падением курса рубля, стоимость изготовления трамваев АКСМ-843 сильно возросла. Установленное в вагонах электрическое и механическое оборудование показало низкую устойчивость в сильные морозы, в результате чего в зимний период регулярно возникают сбои в работе этих вагонов. По этим причинам в 2017 году с учётом опыта эксплуатации и пожеланий МУП «Метроэлектротранс» предприятием был спроектирован новый трамвайный вагон на основе узлов и деталей уже эксплуатировавшихся в Казани АКСМ-843 и АКСМ-62103. Оборудование производства стран ЕС было заменено аналогичным отечественным.

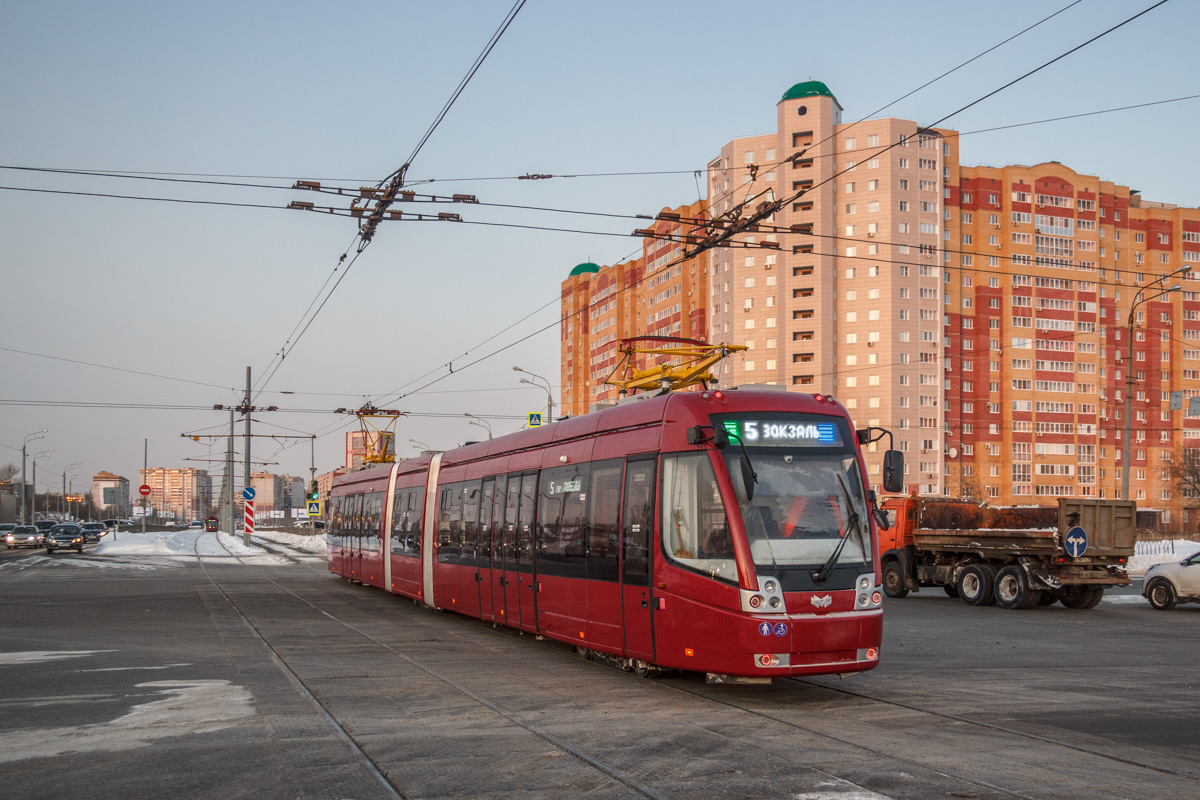
АКСМ-845 №1400 на улице Большая Крыловка, Казань

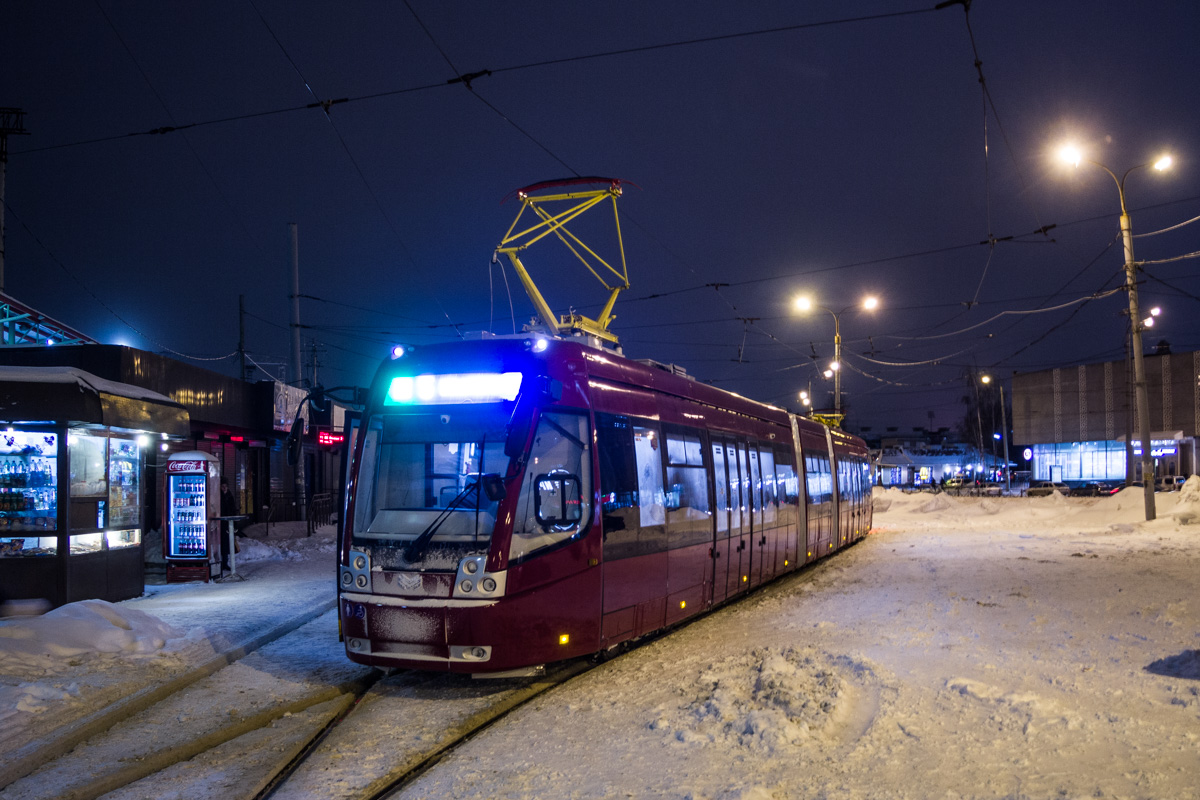
АКСМ-845 №1402 у железнодорожного вокзала Казань I

## Конструкция
Вагон состоит из трёх секций. Все секции установлены на моторные тележки. Секции соединены между собой шарнирными сочленениями, обеспечивающими взаимный поворот секций в горизонтальной и вертикальной плоскостях и проход пассажиров внутри вагона.

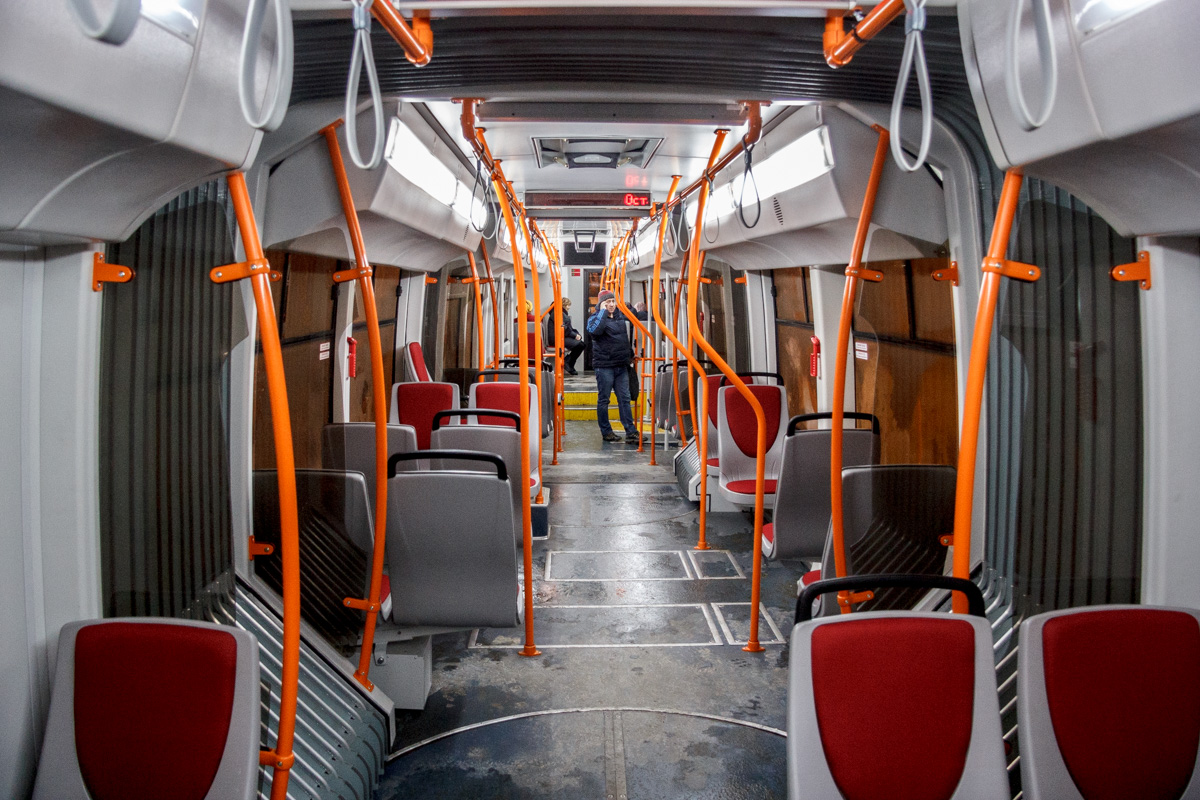
Пассажирский салон

По сравнению с 843 моделью, кузов удлинён на 2,8 м. На вагоне установлены тележки, аналогичные устанавливаемым на модели АКСМ-802. Средняя тележка вагона является моторной. Для компенсации повышения высота пола, из крайних секций в среднюю его уровень постепенно повышается. Передние свесы вагона также короче, из-за чего передние двери стали одностворчатыми. Также в связи с увеличившейся длиной вагона, в крайних секциях установлены две дополнительные одностворчатые двери.

### Технические характеристики
| Число мест для сидения              | 53                  |
| Тяговые электродвигатели            | 6 х 55 кВт          |
| Высота пола над моторными тележками | 600 мм              |
| Высота пола в низкой части вагона   | 350 мм              |
| Габаритные размеры                  | 28200 х2500×3800 мм |
| Максимальная скорость               | 85 км/ч             |

## Эксплуатация
Все три выпущенных на данный момент АКСМ-845 эксплуатируется в Казани. Первый трамвай поступил в депо в августе 2017 года, после чего проходила досборка и испытания. 25 января 2018 года вагоны впервые вышли на 5-й маршрут.